# Mont Pavlof
Le mont Pavlof, en anglais Mount Pavlof, est un volcan des États-Unis situé en Alaska, dans la péninsule d'Alaska. Culminant à 2 493 mètres d'altitude, il est le volcan le plus actif de l'arc des Aléoutiennes. Le Pavlof Sister, un autre volcan, est son voisin immédiat.

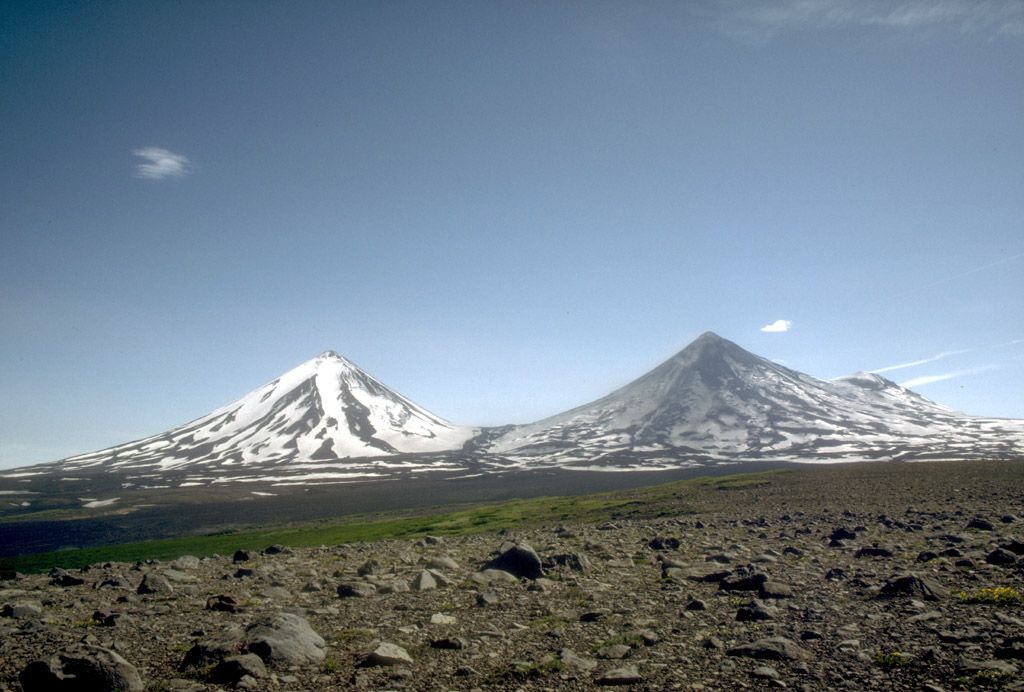
Vue du mont Pavlof (à droite) et du Pavlof Sister (à gauche) vus depuis le nord-ouest.

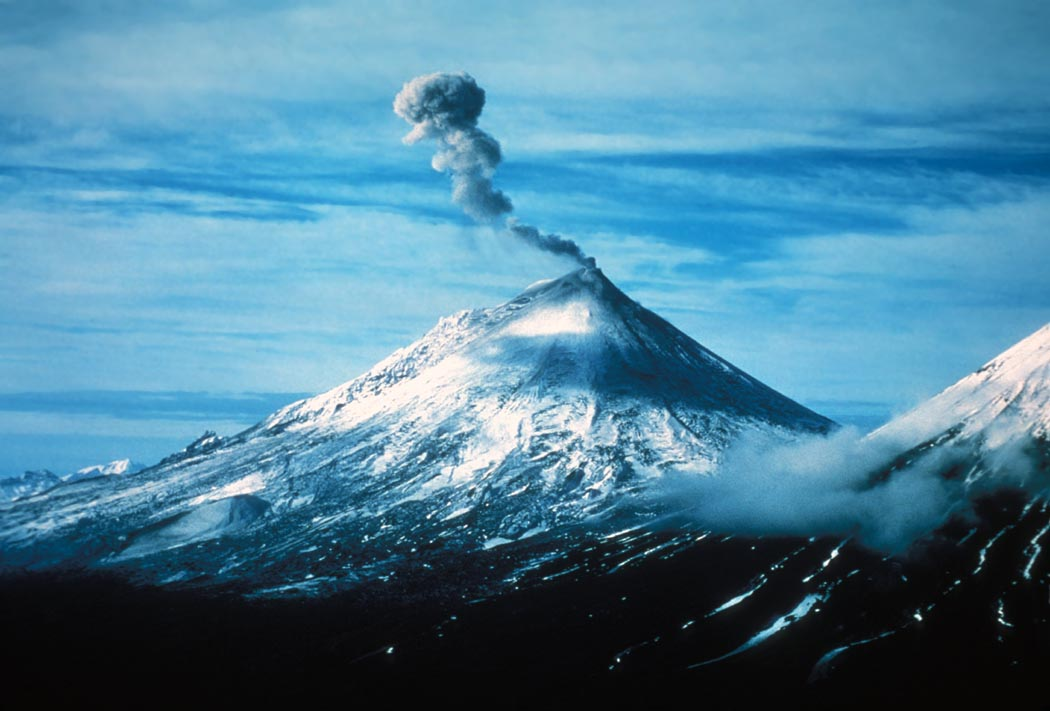
Vue du mont Pavlof en éruption le 7 juillet 2004.

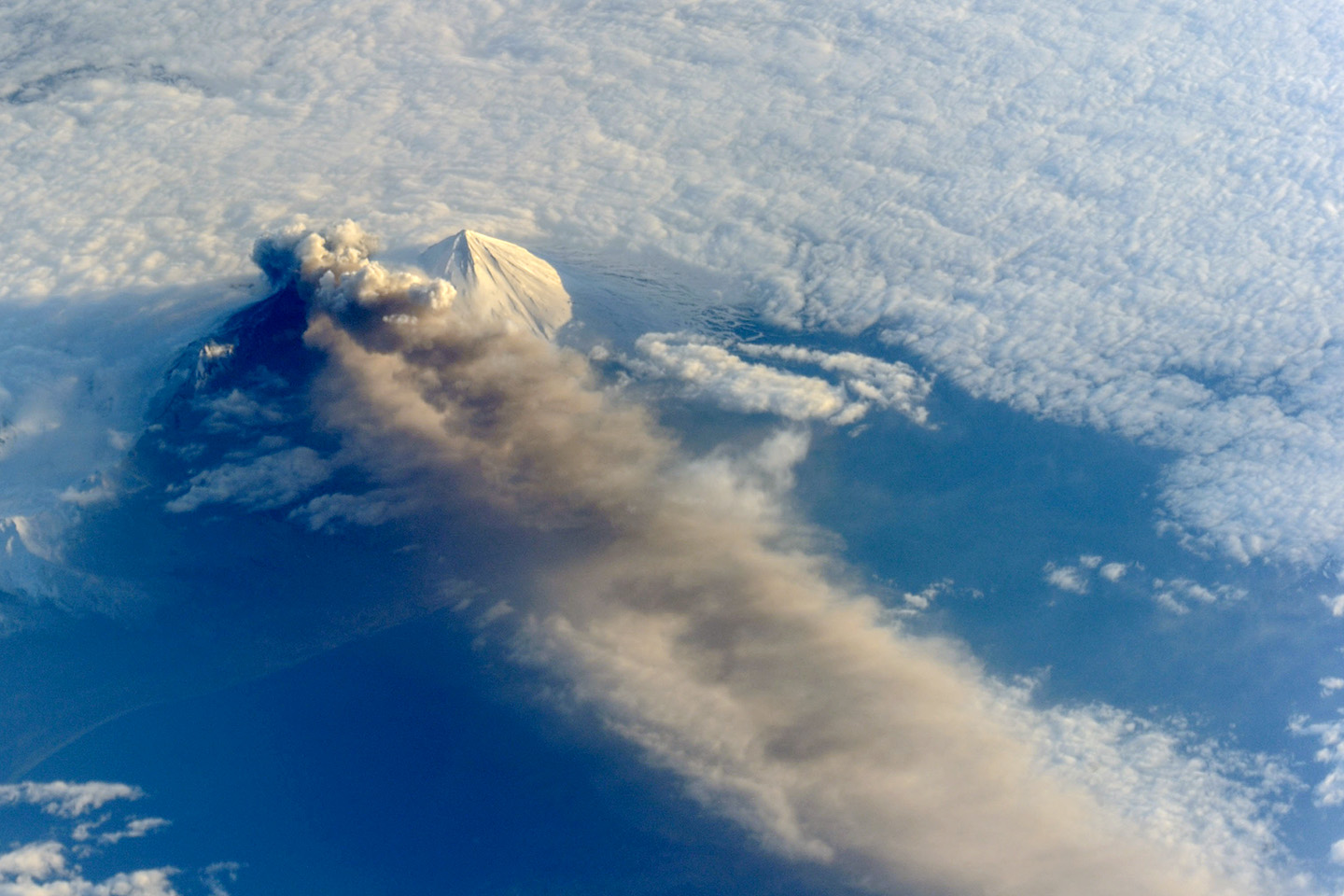
Photographie de mai 2013 prise depuis la station spatiale internationale du mont Pavlof en éruption masqué par son panache volcanique et accolé au Pavlof Sister.